# Astronautgrupp 6

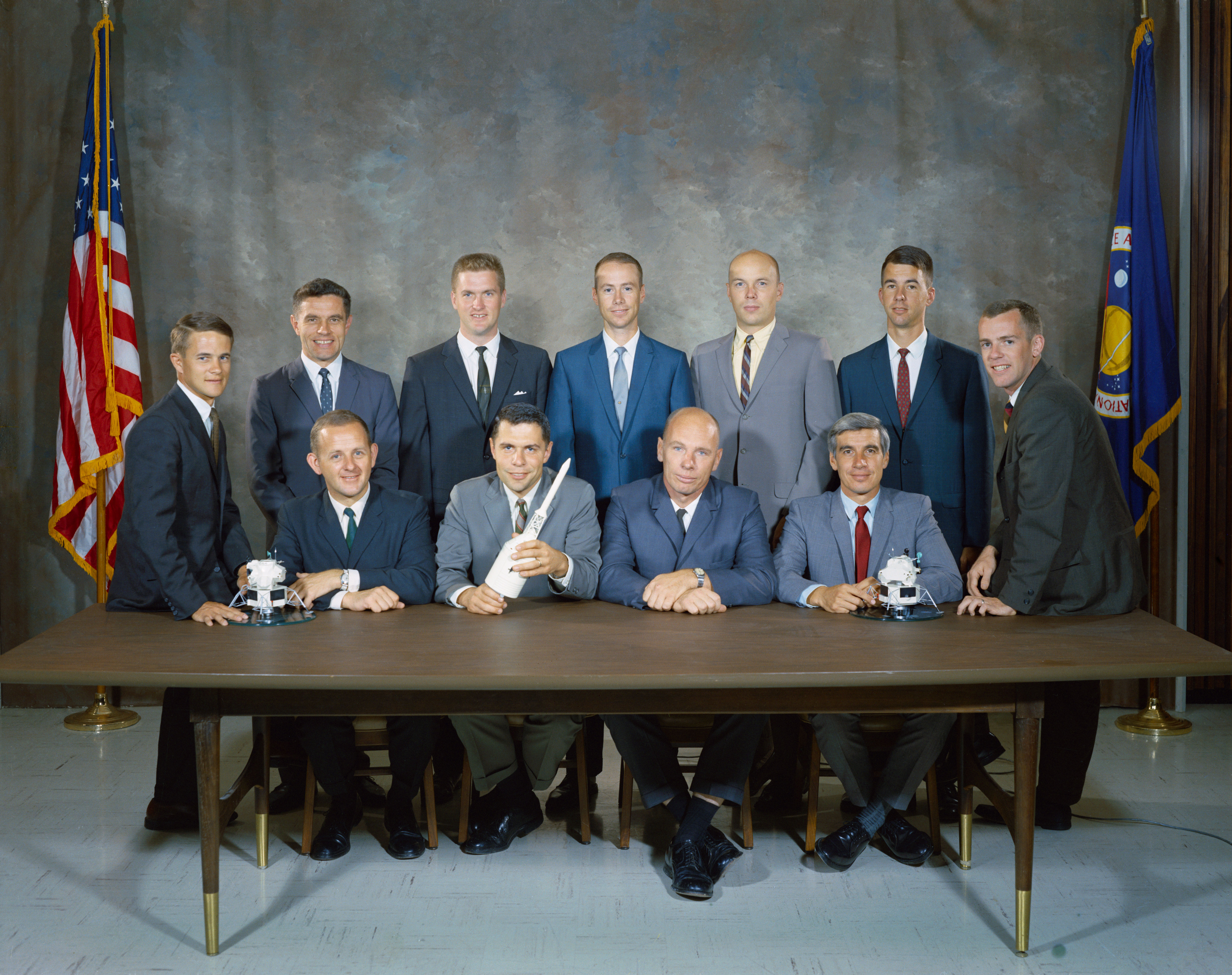
Astronautgrupp 6
Stående från vänster: Henize, England, Holmquest, Musgrave, Lenoir.
Sittande från vänster: Chapman, Parker, Thornton, Llewellyn. Flanking the group are Allen (left) and O'Leary (right).

Astronautgrupp 6 blev uttagen 4 augusti 1967. Det var den andra gruppen av forskande astronauter som sammansattes och den kallades Överskridande elvan.

## Rymdfararna
| Namn                | Flygning                                        | Notering        |
| ------------------- | ----------------------------------------------- | --------------- |
| Joseph P. Allen     | STS-5, STS-51-A                                 |                 |
| Philip K. Chapman   |                                                 | inga rymdfärder |
| Anthony W. England  | STS-51-F                                        |                 |
| Karl G. Henize      | STS-51-F                                        |                 |
| Donald Holmquest    |                                                 | inga rymdfärder |
| William B. Lenoir   | STS-5                                           |                 |
| John A. Llewellyn   |                                                 | inga rymdfärder |
| Story Musgrave      | STS-6, STS-51-F, STS-33, STS-44, STS-61, STS-80 |                 |
| Brian O'Leary       |                                                 | inga rymdfärder |
| Robert A. Parker    | STS-9, STS-35                                   |                 |
| William E. Thornton | STS-8, STS-51-B                                 |                 |